# Сонцевик будяковий

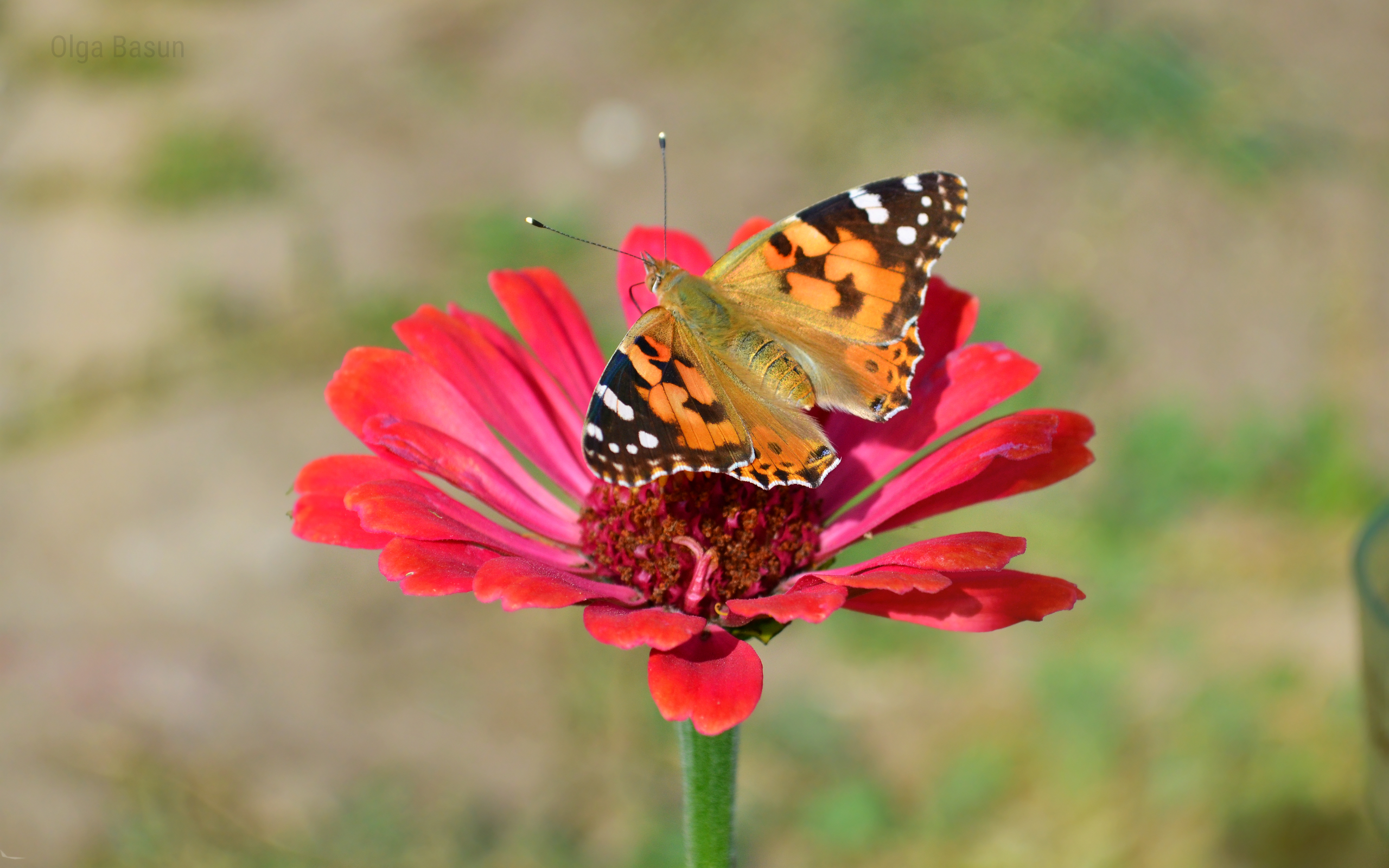

Сонцевик будяковий (Vanessa cardui) — один з найвідоміших денних метеликів родини сонцевиків.

## Опис
Середнього розміру метелик, розмах крил — 4,7-6,5 см. Статевий диморфізм виражений слабко, передні ноги видозмінені, як і в усіх сонцевиків. Верхівка переднього крила чорна з білими плямами, інша частина крила руда. Низ крил забарвлений подібно до верху, з бурим малюнком та блакитними вічками по краю.
В Україні близький вид — сонцевик адмірал, відрізняється більш темним забарвленням крил згори, переважає чорний колір.

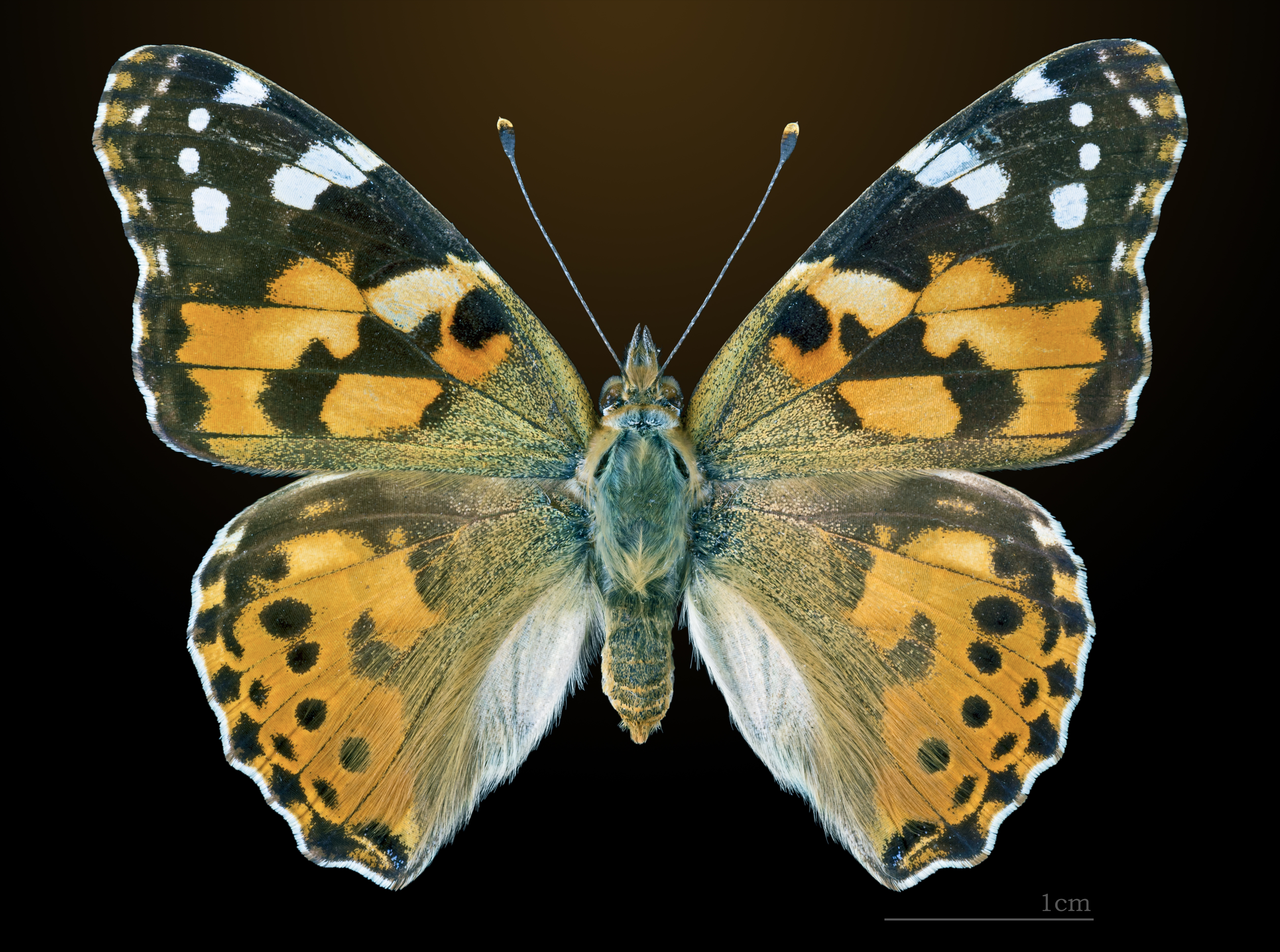
Верхня поверхня тіла
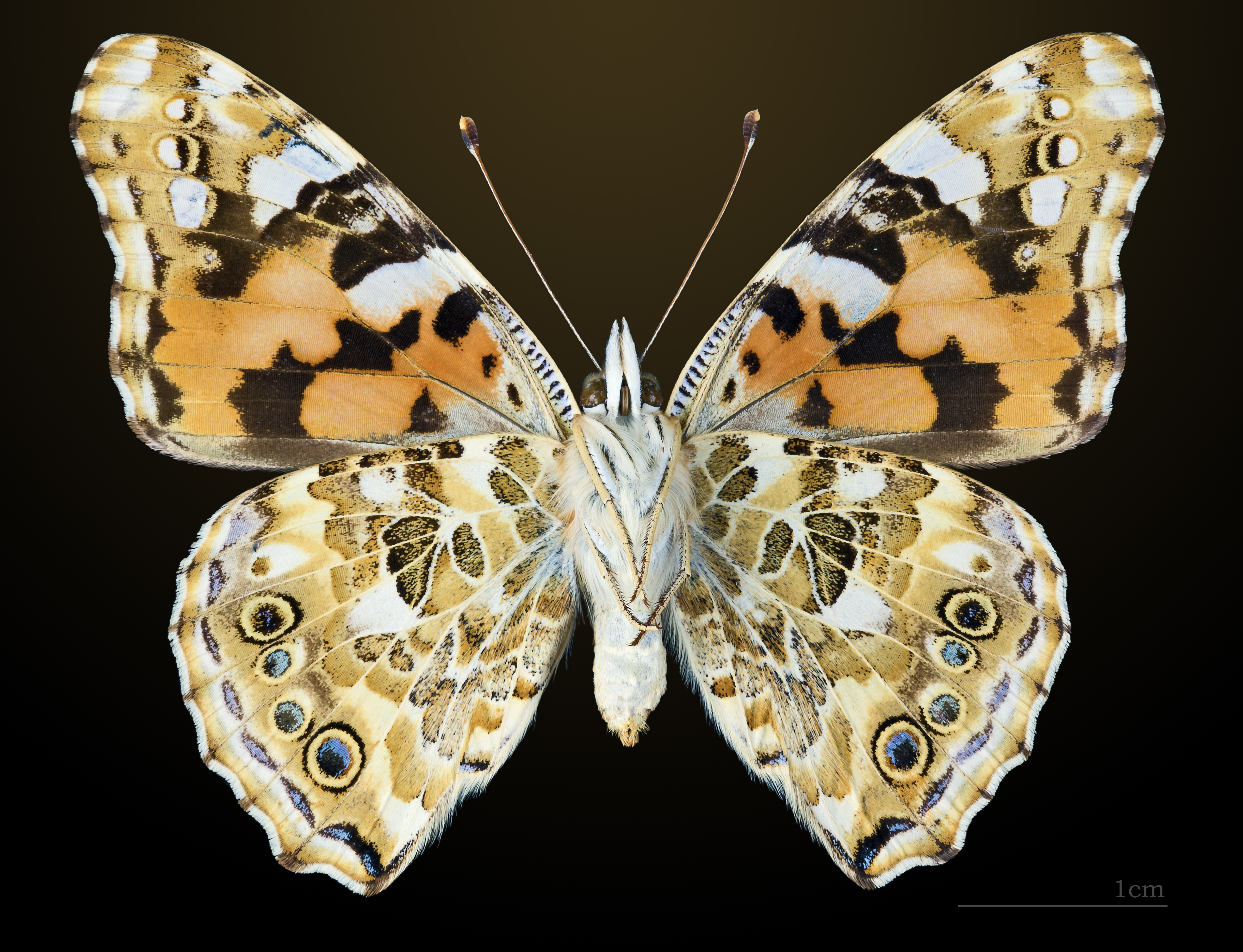
Нижня поверхня тіла
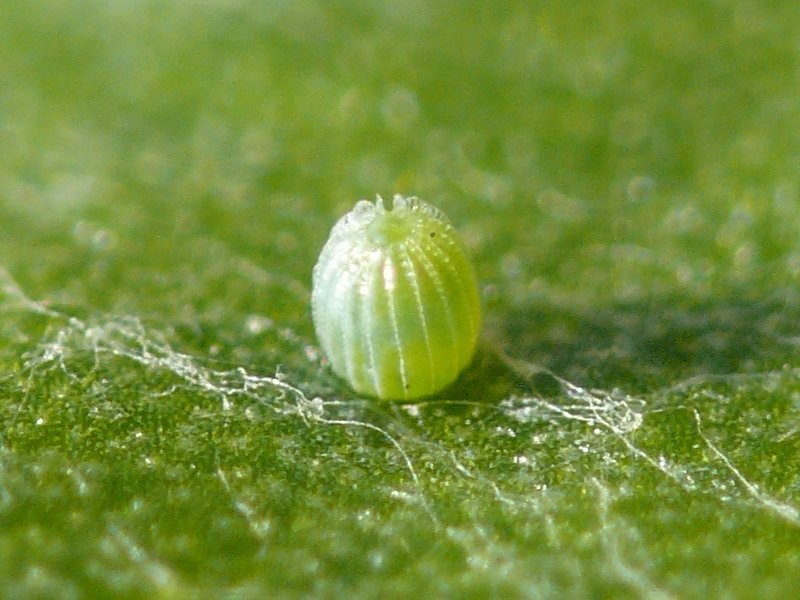
Яйце
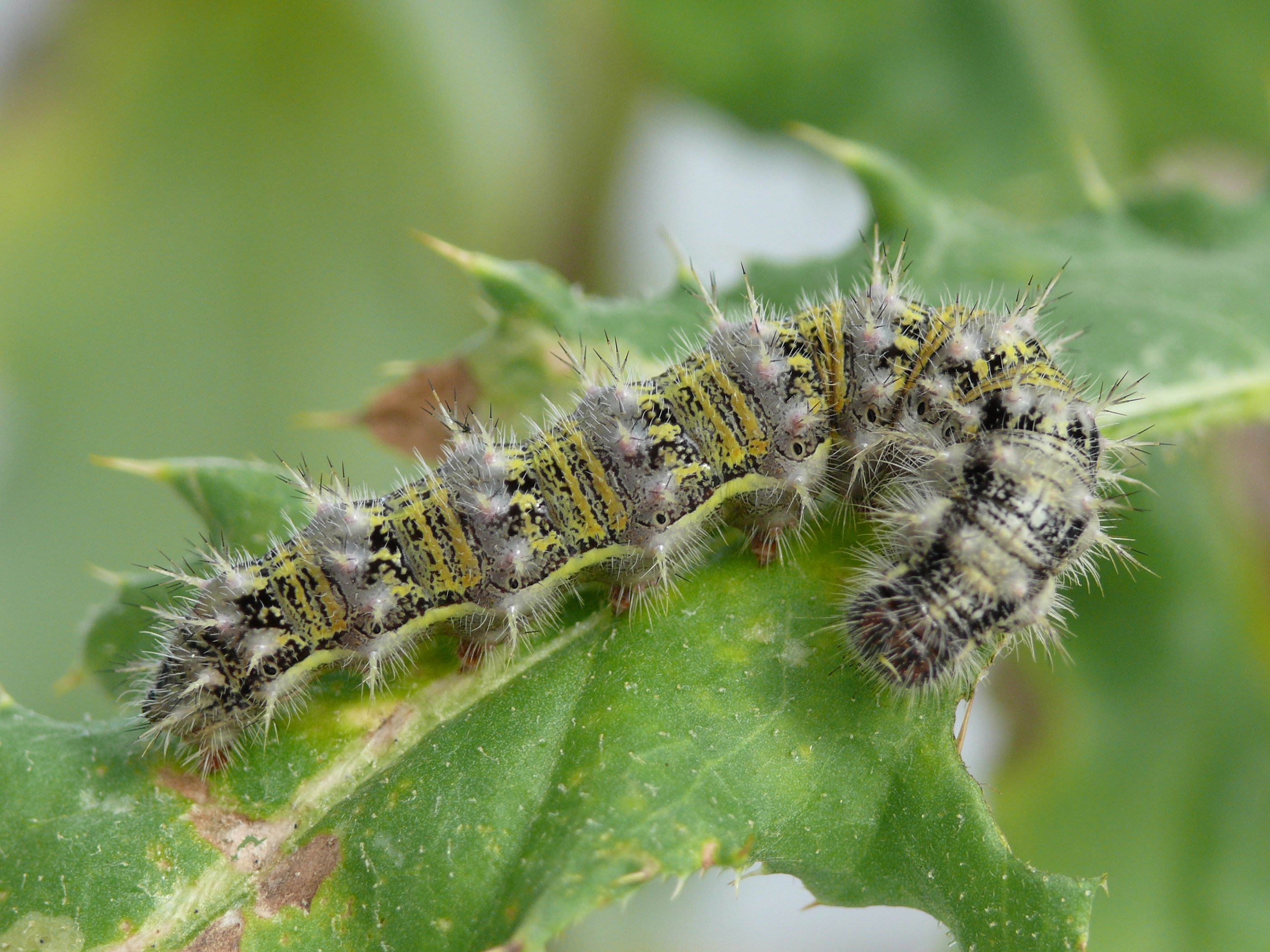
Гусениця
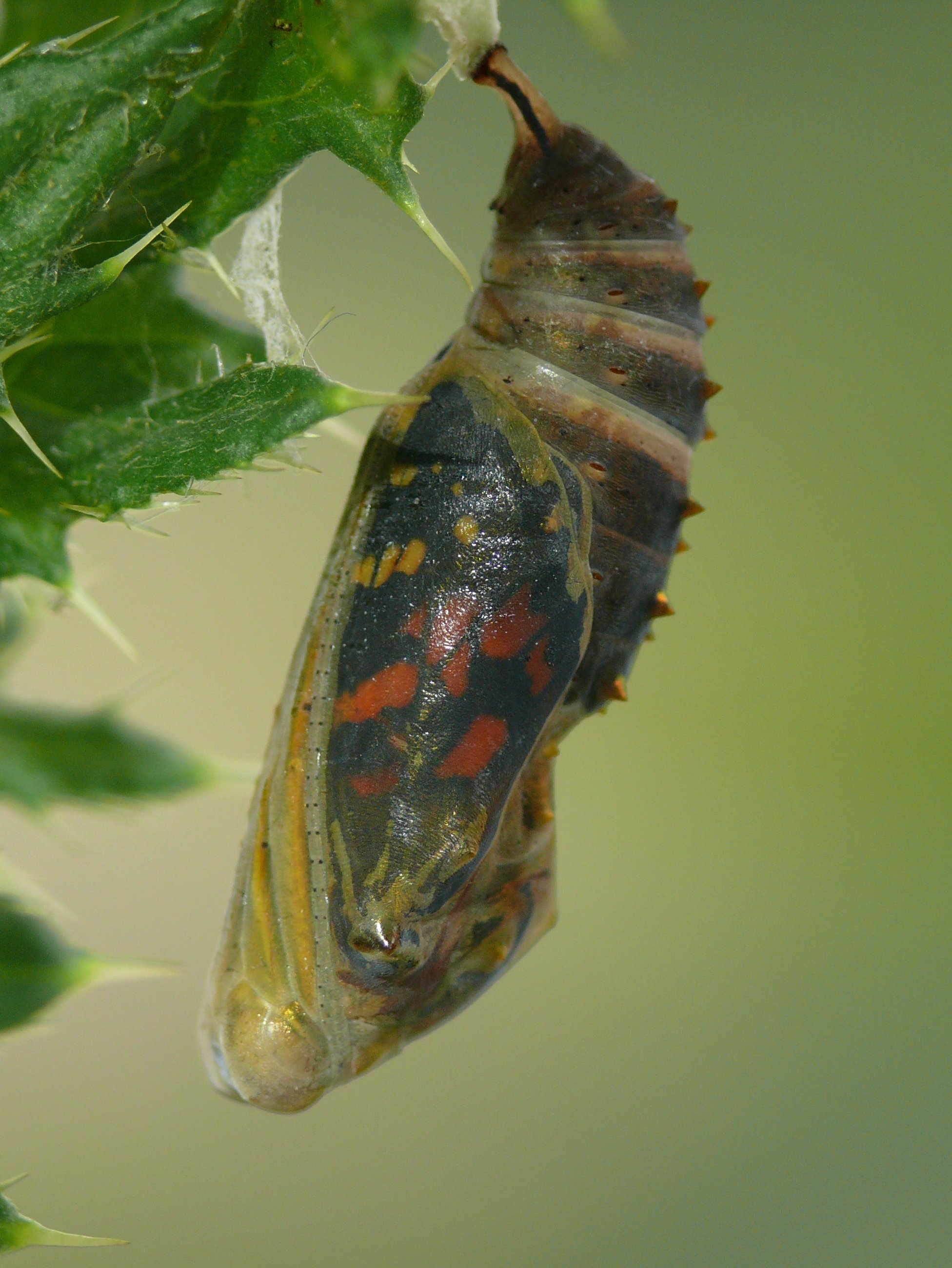
Лялечка
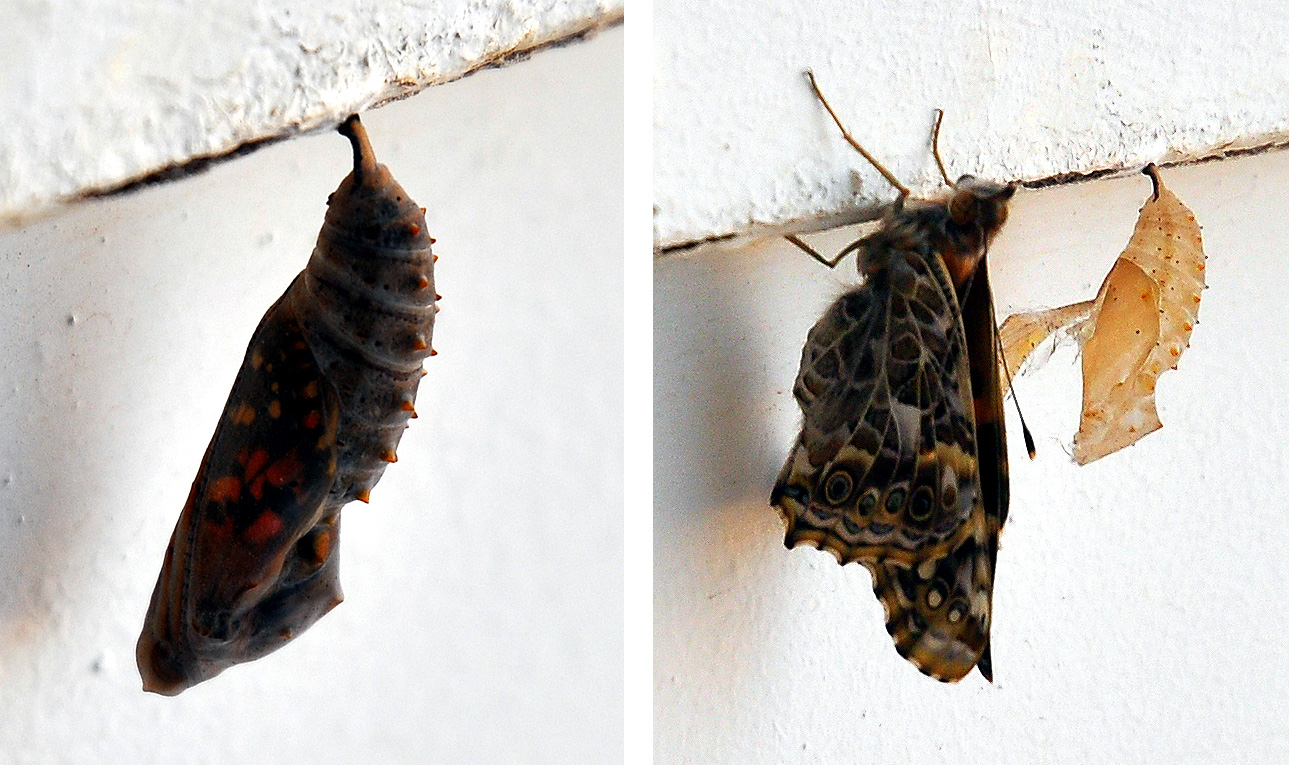
Вихід імаго

## Спосіб життя
Тривалість життя в середньому становить приблизно 1 рік. Самиця відкладає яйця на рослини родини айстрові, на яких годується гусінь, зокрема види родів осот, будяк (звідки й назва), волошка, лопух, соняшник, полин, деревій тощо. Також на кропиві та хмелю. Імаго трапляються в Європі в липні — вересні та навесні.
Активний мігрант. В помірній зоні Європи мігрує восени на південь, до Південної Африки та Близького Сходу. Навесні, навпаки, рухається в північному напрямку.

## Поширення
Поширений всесвітньо, окрім Антарктиди та Південної Америки. В Австралії має обмежене поширення. В Україні відомий на всій території.

## У культурі

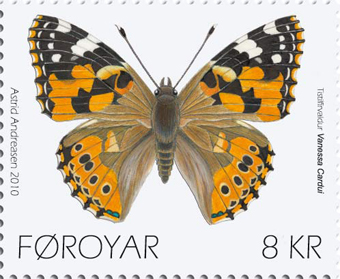
Сонцевик будяковий на марці Фарерських островів

Сонцевика будякового часто зображують на марках.